# Georges Vanhonsebrouck
Georges Frédéric Alphonse Vanhonsebrouck (Deerlijk, 5 januari 1890 - Berchem, 8 februari 1972) was een Belgisch senator.

## Levensloop
Vanhonsebrouck promoveerde tot doctor in de geneeskunde en vestigde zich als arts in Hasselt.
Hij werd gemeenteraadslid (1938) en schepen (1939-1946) van Hasselt.
In 1939 werd hij katholiek provinciaal senator voor Limburg en vervulde dit mandaat tot in 1949.